# あめふり
『あめふり』は、日本の童謡。2007年（平成19年）に日本の歌百選の1曲に選ばれた。

## 歴史

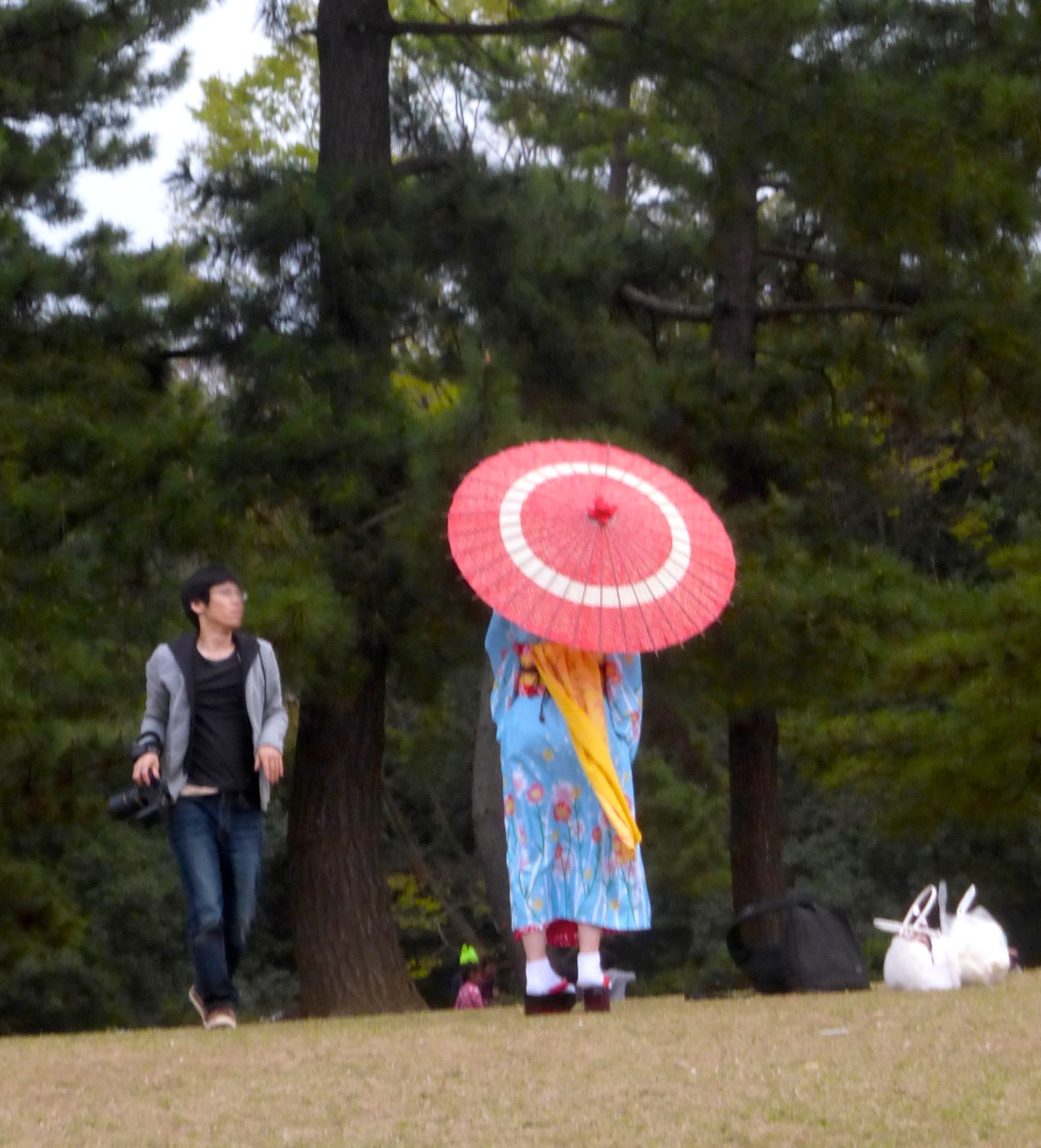
蛇の目傘

北原白秋作詞、中山晋平作曲による。初出は東京社（現ハースト婦人画報社）が出版する児童雑誌「コドモノクニ」1925年（大正14年）11月号とされる。歌詞中の「じゃのめ」とは和傘の一種である蛇の目傘のことであるが、安価なビニール傘が普及する現在においては高級傘となっている。
戦後から1960年までにレコード売上は15万枚に達した。